# Vladislav Heinrich
Vladislav Heinrich (tschechisch Vladislav Jindřich) (* um 1160; † 12. August 1222) war ein Herzog von Böhmen und Markgraf von Mähren.
Der zweite Sohn des Vladislav II. und seiner Frau Judith von Thüringen erlebte seine Jugend in Zeiten der Streitigkeiten unter dem Geschlecht der Přemysliden. 1192 erhielt er vom Kaiser Heinrich VI. die Markgrafschaft und Herrschaft über Mähren. Nach zwei Jahren wurde ihm vom böhmischen Herzog die Macht wieder entzogen und er befahl ihn auf die Prager Burg, damit er ihn unter Aufsicht hatte. Er lebte dann am Hofe seines Cousins, des Herzogs und Bischofs Heinrich Břetislav III. Als 1197 der ältere Bruder von Vladislav Heinrich Ottokar I. in Böhmen einfiel, vertraute ihm sein Cousin nicht und ließ ihn einsperren. Ein Jahr später starb Herzog Heinrich Břetislav. Der böhmische Adel befreite Vladislav Heinrich und wählte ihn am 23. Juni 1197 zum böhmischen Herzog. Auf diesen Titel erhob aber auch sein älterer Bruder Ottokar I. Anspruch, der im Dezember 1197 wieder in Böhmen einfiel. Um das Anwachsen der politischen Instabilität durch stetige Machtstreitigkeiten innerhalb der Familie zu verhindern, die bereits in einen Bruderkrieg zu münden drohten, tat Vladislav Heinrich etwas bis dorthin Einmaliges. Er verzichtete auf den Titel und alle damit verbundene Privilegien und Erbansprüche zugunsten seines Bruders.
1205 gründete Vladislav Heinrich das Kloster der Zisterzienser in Velehrad. Er wollte damit ein Zeichen der Zusammengehörigkeit mit Großmähren setzen. Dieses Kloster sollte gleichzeitig die Begräbnisstätte der Markgrafen werden.
Nach Verhandlungen innerhalb der Familie wurde er am 6. Dezember 1197 zum ersten mährischen Markgrafen. Seine Nachfolger sollten diesen Titel durch Erbrecht behalten. In der Goldenen Bulle aus dem Jahre 1212 wurde Mähren dann stillschweigend als ein neuer Bestandteil des Königreichs  vereinnahmt. Vladislav Heinrich erhielt vom Kaiser symbolisch einen Teil Sachsens, um auch weiterhin zu den kaiserlichen Herzögen gezählt werden zu können.
Er arbeitete politisch eng mit seinem Bruder, dem böhmischen Herzog, zusammen. 1216 erließ er gemeinsam mit diesem ein Dokument, in dem das Prinzip der Primogenität (Erstgeburt) für die Nachfolge auf den Thron festgelegt wurde. Damit sollten die Zwistigkeiten und Intrigen während der Wahlen beseitigt werden. Vladislav Heinrich trat hier als „Zeuge“ auf, das heißt, er stimmte dem neuen Gesetz zu. Er war bis zu seinem Tode seinem Bruder loyal ergeben und unterstützte ihn bei Verhandlungen gegenüber dem Kaiser. Sein größtes Verdienst für Mähren war die innenpolitische Stabilität, die er schaffte.
Vladislav Heinrich war mit Hedwig verheiratet, deren Herkunft nicht bekannt ist. Er starb ohne Nachkommen, so dass die Nachfolge um die Markgrafschaft in die Hände des Königs Ottokar I. fiel. Vladislav Heinrich wurde im Kloster Velehrad begraben.